# Ég és föld között (film, 1987)
Az Ég és föld között vagy Találd meg önmagad! (eredeti cím: Out on a Limb) 1987-ben bemutatott két részes amerikai televíziós életrajzi romantikus filmdráma. A film Shirley MacLaine Találd meg önmagad! című könyve nyomán készült a színésznő főszereplésével. Colin Higgins és MacLaine forgatókönyvéből Robert Butler rendezte, zenéjét Lalo Schifrin szerezte. A tévéfilm az ABC Circle Films és a The Stan Margulies Company gyártásában készült.
Az Amerikai Egyesült Államokban 1987. január 18-án debütált az ABC-n. Magyarországon az első részt 1995. január 30-án, a második epizódot pedig február 6-án sugározták először az M1-n, Ég és föld között címmel. Új szinkronnal 2000. január 2-án és 9-én az RTL Klubon tűzték műsorra, immár Találd meg önmagad! címmel. A DVD változat 2011-ben jelent meg Ég és föld között – Találd meg önmagad! címmel.

## Cselekmény
A film a Shirley MacLaine életrajzi írásából készült regény eseményeit mutatja be.

## Szereplők
A szerepeket játszó eredeti színészek mellett a táblázat feltünteti az 1995-ös 1. magyar változat (szinkronrendező: Ambrus Zsuzsa) és MacLaine esetében az 1999-es 2. magyar változat (szinkronrendező: Lakos Éva) szinkronhangjait is.
| Szerep                  | Színész               | Magyar hang      | Leírás |
| ----------------------- | --------------------- | ---------------- | --- |
| önmaga                  | Shirley MacLaine      | Moór Marianna    | |
| önmaga                  | Shirley MacLaine      | Udvaros Dorottya | |
| Gerry Stamford          | Charles Dance         | Vass Gábor       | Brit szocialista (munkáspárti) politikus, az ellenzék vezére, MacLaine materialista titkos szeretője. A valóságban Andrew Peacock ausztrál liberális politikussal, a Liberális Párt vezetőjével, volt külügyminiszterrel, az ellenzék vezérével folytatott viszonyt. |
| David Manning           | John Heard            | Kautzky Armand   | Festő, ő vezeti be MacLaine-t az ezotériába |
| Bella Abzug             | Anne Jackson          | Szabó Éva        | Amerikai politikus, emberi jogi aktivista, MacLaine materialista barátnője |
| Mort Viner              | Jerry Orbach          | Varga T. József  | MacLaine ügynöke, impresszárió |
| Maria                   | Jenny Gago            |                  | |
| Edelmira                | Estela Paredes        |                  | |
| önmaga                  | Kevin Ryerson         |                  | médium |
| önmaga                  | Sture Johannssen      |                  | médium |
| pilóta                  | Louis A. Rivera       |                  | |
| idős férfi              | Amilcar Jara Palomino |                  | |
| Katerina                | Kathryn Skatula       |                  | |
| könyvesboltos           | Fabia Drake           | Feleki Sári      | |
| fotós                   | Michael Kaye          |                  | |
| Lady Sarah Carlton      | Shirley DeBurgh       | Sáfár Anikó      | MacLaine barátnője, aki összehozza angol politikus szeretőjével |
| Brigitta                | Anki Lidén            |                  | |
| Lars                    | Stefan Ekman          |                  | |
| újságíró                | Neil Hunt             |                  | |
| Turid Johanssen         | Elisabeth Nordkvist   |                  | |
| Tom                     | Eric Helland          | Nagy Gábor       | galériatulajdonos |
| zöldséges               | Peter Fonfield        | Botár Endre      | |
| titkár                  | Alison Evans          |                  | |
| férfi a kínai negyedben | Derek Lyons           |                  | |
| francia lány            | Theora Balsam         |                  | |
| támogató                | Cynthia Lea Clark     |                  | |
| vendég a partin         | Richard Gaines        |                  | |
| vendég a partin         | Bruce Goldstein       |                  | |
| politikai támogató      | Shawn McBurney        |                  | |
| ismeretlen szerep       | Elizabeth Keeme       |                  | |
| ismeretlen szerep       | Jim McGrath           |                  | |

## Magyarországi bemutató
A Magyar Televízióban legelőször 1995. január 30-án hétfőn 22.00-as és február 6-án szintén hétfőn 21.50-as kezdéssel mutatták be az MTV 1-es adásán, majd 2000. január 2-án vasárnap és január 9-én szintén vasárnap az RTL Klub  Igaz történetek sorozatban tűzte műsorára, amelyet 2000. november 13-án, 14-én és 15-én immár három részben hétfőtől szerdáig ismételt meg az RTL Klub.

## Címváltozatok
A film eredeti angol címe Out on a Limb, amelynek valódi jelentése: hátrányos/kockázatos/veszélyes helyzetben. A magyarra szinkronizált változat előfordul Találd meg önmagad! címmel is, amely az RTL Klub 2000. január 2-ai és január 9-ei, valamint november 13-ai, 14-ei és 15-ei bemutatója, illetve vetítése  volt.

## Díjak és jelölések
Golden Globe-díj (1988)
- jelölés: legjobb női főszereplő (minisorozat vagy tévéfilm)

Primetime Emmy-díj (1987)
- jelölés: legjobb minisorozatnak (1987)
- jelölés: legjobb hangvágásnak minisorozatoknál
- jelölés: legjobb hangkeverésnek a drámai minisorozatoknál